# سربند (نمین)
سربند، نام روستایی در بخش ویلکیج، شهرستان نمین، استان اردبیل می‌باشد.
این روستا در ۳ کیلومتری بزرگراه اردبیل-نمین قرار دارد.
از جاذبه‌های این روستا دریاچه نهمت گولی می‌باشد که هر ساله گردشگران زیادی را برای ماهیگیری و استفاده از هوای آزاد به این منطقه جذب می‌کند.
شغل مردم روستاکشاورزی و دامپروری می‌باشد.
از محصولات کشاورزی آن سیب زمینی، گندم، جو و انواع علوفات را می‌توان نام برد.
جمعیت این روستا حدود ۲۰۰ نفر می‌باشد.